# Antiespanyolisme

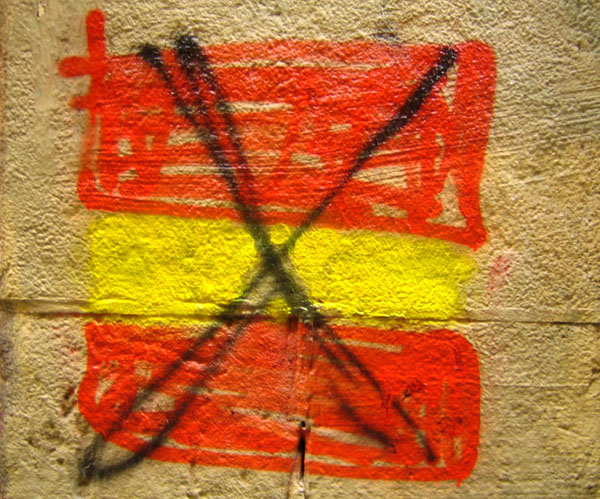
Pintada antiespanyola a Sant Sebastià.

L'antiespanyolisme és l'aversió per l'estat espanyol, pel nacionalisme espanyol, o per la cultura i llengua espanyola. Existeixen diferents llocs, especialment aquells on existeix un fort sentiment nacional propi i/o poc o gens espanyolista, on hi ha un nombre significatiu d'entitats, mitjans o individus antiespanyolistes. Dins de l'antiespanyolisme, també hi ha a vegades un corrent d'hispanofòbia.

## Antiespanyolisme a Catalunya
Atès que l'aversió a un col·lectiu social o nacional sempre té origen en un conflicte previ de tipus polític, religiós o ètnic, en el cas de la relació entre Castella i la Corona d'Aragó, en general, i Catalunya en particular també és així. Atenent l'historiador Antoni Simon el catalanisme s'origina a la Baixa Edat Mitjana i el Renaixement, atès que en aquest període apareixen les identitats nacionals a Europa. Tot i el conflicte amb la Corona Castellana al llarg dels segles, àdhuc amb guerres com la dels dos Peres, no sembla haver-hi gaire rastre de castellanofòbia, atesos els testimonis literaris.
És al s. XIX i XX, quan Espanya s'arrossega pel desastre colonial, i alhora la pressió castellana sobre la identitat catalana s'extrema, que apareix com a reacció l'antiespanyolisme. Segons l'escriptor i periodista Vicenç Villatoro, el refús a l'espanyolitat sorgí durant la Guerra de Cuba, com una exaltació de la contribució catalana al conjunt d'Espanya, i la percepció que Catalunya era la «punta de llança de la industrialització en la Península», en un context de «fracàs organitzatiu i polític en el conflicte militar». Tot plegat generaria «una demanda de regeneració, que el catalanisme va fer seva». Segons en Villatoro aquest projecte polític, en origen, «no és solament per a la Catalunya estricta, sinó que vol transformar Espanya».
Posteriorment, sovint l'antiespanyolisme ha coincidit amb moments àlgids de l'anticatalanisme cada cop que Catalunya demanava/aconseguia algun tipus d'autogovern (Mancomunitat, Generalitat, estatuts d'autonomia, etc.), o "concessió".
Alguns periodistes opinen que entitats nacionalistes o de caràcter independentista de Catalunya i del País Basc han abanderat l'antiespanyolisme.